# Comuna Horsens
Horsens (Horsens Kommune) este o comună din regiunea Midtjylland, Danemarca, cu o suprafață totală de 524,21 km² și o populație de 85.911 locuitori (2014).